# Districtul Sidi Djillali
Sidi Djillali este un district din provincia Tlemcen, Algeria.